# شونيز صري
الشونيز الصري (باللاتينية: Nigella noeana) نوع نباتي يتبع جنس الشونيز من الفصيلة الحوذانية.

## الموئل والانتشار
موطن هذا النوع بلاد الشام.

## الوصف النباتي
يشبه نبات الصر، ومن هنا أخذ اسمه.